# Bougue
 Bougue  (en occitano Boga) es una población y comuna francesa, situada en la región de Aquitania, departamento de Landas, en el distrito de Mont-de-Marsan y cantón de Mont-de-Marsan-Sud.
Forma parte de la Via Lemovicensis del Camino de Santiago.

## Demografía
| 344 | 332 | 309 | 420 | 503 | 526 |
| Para los censos de 1962 a 1999 la población legal corresponde a la población sin duplicidades (Fuente: INSEE [Consultar]) |     |     |     |     |     |